# Alair Gomes
Pour les articles homonymes, voir Gomes.
Alair de Oliveira Gomes (Valença, 20 décembre 1921 - Rio de Janeiro, 2 août 1992) est un photographe brésilien. Enseignant et critique d'art, il est surtout connu pour son travail de photographe, spécialement dévolu aux photos de corps masculins semi-dénudés, prises dans les années 1970-1980, à forte charge homoérotique.

## Biographie
Né dans une famille de la classe moyenne de Valença, dans l'état de Rio de Janeiro, il déménage dans son enfance dans la capitale de l'état. Il se forme dans l'ingénierie civile et dans l'électronique en 1944, mais en 1948, il abandonne ses études pour se tourner vers la philosophie des sciences et l'histoire de l'art. En 1946, il fonde une revue de critique littéraire, Magog. 
Il poursuit ses études à l'université Yale, grâce à une bourse de la fondation Guggenheim. 
À partir de 1962, il enseigne à l'institut de biophysique de l'Université fédérale de Rio de Janeiro. 
En 1965, lors d'un voyage en Europe, l'un de ses amis lui prête son Leica. Il se passionne alors la photographie, et commence à photographier les jeunes hommes sur les plages de Rio, à leur insu. 
La relation d’Alair Gomes avec les États-Unis a été très importante pour sa production artistique. Entre 1971 et 1987, il a publié ses séries de photographies dans cinq magazines et journaux américains, des publications autant dévolues au champ des arts ou du théâtre que destinées au public homosexuel.
Une première exposition de ses photographies a lieu en 1982 dans une galerie d'Ipanema. En 1977, il est nommé coordinateur du département de photographie de l'Escola de Artes Visuais do Parque Lage.
En 1992, il est retrouvé mort dans son appartement, assassiné par strangulation.

## Expositions et conservation
La plus grande partie de ses photographies se trouve à la Bibliothèque nationale du Brésil, ainsi qu'au musée d'art moderne de São Paulo. La fondation Cartier de Paris possède aussi quelques clichés de cet artiste.
Une exposition de son œuvre a eu lieu en 2009 à la maison européenne de la photographie. En 2015, une exposition se tient à la Caixa Cultural de São Paulo. 
En 2015, le Museum of Modern Art de New York acquiert certaines de ses photographies,.